# Mutio Vitelleschi

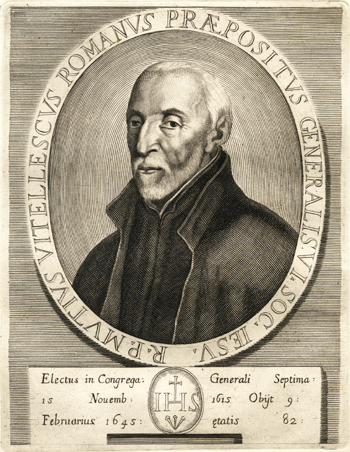
Mutio Vitelleschi

Mutio Vitelleschi SJ oder Muzio Vitelleschi (* 2. Dezember 1563 in Rom; † 9. Februar 1645 ebenda) war Jesuitenpater und der 6. General der Societas Jesu.

## Leben
Mit 20 Jahren trat Vitelleschi am 15. August 1583 in die Societas Jesu ein. An verschiedenen Schulen des Orden studierte er und bekam sofort nach dem Studium das Amt eines Dozenten zugewiesen. 1593 wurde er zum Rektor des Englischen Kollegs in Rom ernannt.
Sein weiterer Werdegang führte Vitelleschi in das Amt des Provinzials von Rom und Neapel. Als solcher war er auch Generalvikar des Ordens. Als am 31. Januar 1615 der 5. General des Ordens, Claudio Acquaviva starb, wählte am 15. November desselben Jahres die Generalversammlung des Ordens Vitelleschi zum 6. General und damit zur obersten Autorität des Ordens.
Unter Vitelleschis Führung expandierte der Orden ab Januar 1617; es wurde in Tibet, Tonking, Maranon u. a. missioniert und England zur selbstständigen Ordensprovinz erhoben. Die wenigen Schwierigkeiten waren eher politischer Natur, entstanden in Frankreich und hatten Richelieu als Ursache.
1630 wandte sich Vitelleschi gegen ein disziplinarisches Vorgehen im „Fall Spee“, konnte aber dessen Amtsenthebung 1631 nicht verhindern. Noch im Januar 1632 sprach er sich für die Wiedereinsetzung Spees als Professor für Moraltheologie aus, im August desselben Jahre, nach Erscheinen einer anonymen Ausgabe der Cautio Criminalis, jedoch für eine Entlassung aus der Gesellschaft Jesu.
Im Alter von 82 Jahren starb Mutio Vitelleschi am 9. Februar 1645.